# Monika Malacova
Monika Malacova es una actriz nacida el 9 de abril de 1959 en Praga, Checoslovaquia  (65 años). Interpretó a la Señora Bathory en Hostal 2 de Eli Roth. Su papel en esta película fue secundario. Realizó el documental Blessed is the match: the life and death of Hannah Senesh en 2008.

## Películas
- 2013. Gympl s (r)ucením omezeným.
- 2009. Dum U Zlateho usvitu.
- 2007. Hostel. Personaje: Mrs. Bathory.
- 2007. To horké léto v Marienbadu.
- 2007. Bozí pole s.r.o.
- 2007. Cesta do Vídne a zpátky.
- 1994. Kurýr.